# アレックス・キニョネス
アレックス・レオナルド・キニョネス・マルティネス（Alex Leonardo Quiñónez Martínez、1989年8月11日 ‐ 2021年10月22日）は、エクアドル・エスメラルダス出身の陸上競技選手。専門は短距離走。100mで10秒09、200mで19秒87の自己ベストを持つ、両種目のエクアドル記録保持者。2012年ロンドンオリンピック男子200mのファイナリストであり、2019年ドーハ世界陸上男子200mの銅メダリストである。

## 経歴
2012年8月、ロンドンオリンピック男子200m予選でエクアドル新記録（当時）となる20秒28（+0.7）をマークし、全体1位で予選を突破。男女通じてエクアドル勢初となるオリンピック短距離種目のセミファイナリストになると、準決勝は20秒37（-0.6）の全体8位で突破してエクアドル勢初のファイナリストとなったが、決勝は20秒57（+0.4）とタイムを落とし7位に終わった。

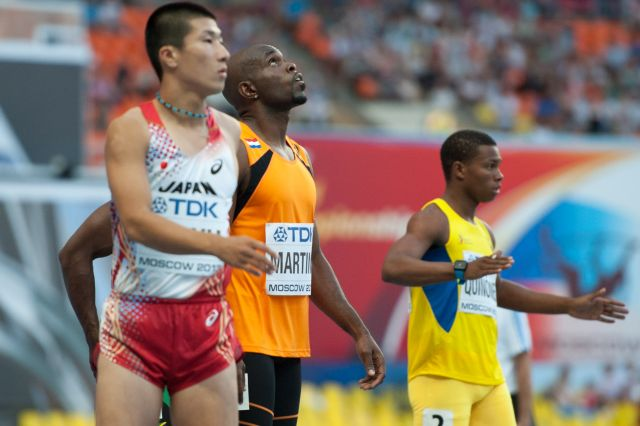
2013年モスクワ世界選手権（右奥）

2013年5月25日、メデジンで行われたヒメナ・レストレポ国際グランプリ男子100mにおいて、南アメリカ歴代3位（当時）およびエクアドル新記録となる10秒09（+2.0）をマーク。フランクリン・ナサレノの持つ従来のエクアドル記録（10秒22）を更新するとともに、南アメリカ史上4人目となる10秒0台を達成した。
2013年7月、南アメリカ選手権 (en) に出場すると、男子100mを10秒22（+1.3）で制してエクアドル男子初となる南アメリカ選手権短距離種目の金メダリストになると、男子200mも大会タイ記録の20秒44（+1.8）で制し2冠を達成した。
2013年8月、モスクワ世界選手権男子200mで準決勝に進出し、男女通じてエクアドル初となる世界選手権200mセミファイナリストとなった
2020年東京オリンピックにも出場する予定だったが、ドーピング防止対策としての居場所情報の申告義務を怠ったとして資格停止処分を受け、参加できなかった。

## 死去
2021年10月22日の午後9時20分過ぎ、グアヤキルの路上にて突然、クルマから降りてきた数人の男に、別の男性1人とともに射殺された。同国スポーツ省が発表した。32歳没。同国のギイェルモ・ラッソ大統領は、『犯人を厳重に処罰する』との声明を発表。

## 自己ベスト
- 記録欄の（　）内の数字は風速（m/s）で、-は向かい風を意味する。

| 種目 | 記録           | 年月日        | 場所         | 備考                                      |
| 屋外 | 屋外           | 屋外          | 屋外         | 屋外                                      |
| ---- | -------------- | ------------- | ------------ | ----------------------------------------- |
| 100m | 10秒09A (+2.0) | 2013年5月25日 | メデジン     | 南アメリカ歴代4位 エクアドル記録 高地記録 |
| 100m | 10秒09A (-0.7) | 2018年6月6日  | コチャバンバ | 南アメリカ歴代4位 エクアドル記録 高地記録 |
| 200m | 19秒87 (-0.1)  | 2019年7月5日  | ローザンヌ   | エクアドル記録                            |

## 主要大会成績
- 備考欄の記録は当時のもの

| 年   | 大会                        | 場所             | 種目      | 結果   | 記録            | 備考                              |
| ---- | --------------------------- | ---------------- | --------- | ------ | --------------- | --------------------------------- |
| 2006 | 南アメリカユース選手権 (en) | カラカス         | 200m      | 予選   | 22秒88 (-1.2)   |                                   |
| 2006 | 南アメリカユース選手権 (en) | カラカス         | 400m      | 予選   | 51秒91          |                                   |
| 2006 | 南アメリカユース選手権 (en) | カラカス         | 4x100mR   | 6位    | 43秒63 (1走)    |                                   |
| 2006 | 南アメリカユース選手権 (en) | カラカス         | メドレーR | 4位    | 1分59秒96 (4走) |                                   |
| 2009 | アルバ競技大会 (en)         | ハバナ           | 200m      | 8位    | 22秒09 (+2.3)   |                                   |
| 2009 | アルバ競技大会 (en)         | ハバナ           | 400m      | 6位    | 49秒00          |                                   |
| 2009 | アルバ競技大会 (en)         | ハバナ           | 4x100mR   | 2位    | 40秒67 (4走)    |                                   |
| 2009 | アルバ競技大会 (en)         | ハバナ           | 4x400mR   | 4位    | 3分17秒38 (4走) |                                   |
| 2011 | 南アメリカ選手権 (en)       | ブエノスアイレス | 200m      | 予選   | 21秒57 (+0.7)   |                                   |
| 2011 | 南アメリカ選手権 (en)       | ブエノスアイレス | 4x100mR   | 5位    | 41秒90 (3走)    |                                   |
| 2011 | アルバ競技大会 (en)         | バルキシメト     | 200m      | 4位    | 20秒95 (+2.4)   |                                   |
| 2011 | アルバ競技大会 (en)         | バルキシメト     | 4x100mR   | 3位    | 40秒73 (3走)    |                                   |
| 2011 | アルバ競技大会 (en)         | バルキシメト     | 4x400mR   | 4位    | 3分10秒94       |                                   |
| 2011 | パンアメリカン競技大会 (en) | グアダラハラ     | 200m      | 6位    | 20秒86 (-1.0)   | 準決勝20秒49 (+0.2)：自己ベスト   |
| 2011 | パンアメリカン競技大会 (en) | グアダラハラ     | 4x100mR   | 5位    | 39秒76 (3走)    |                                   |
| 2012 | イベロアメリカ選手権 (en)   | バルキシメト     | 100m      | 優勝   | 10秒34 (-0.2)   | 自己ベスト                        |
| 2012 | イベロアメリカ選手権 (en)   | バルキシメト     | 200m      | 優勝   | 20秒34 (-0.9)   | エクアドル記録                    |
| 2012 | イベロアメリカ選手権 (en)   | バルキシメト     | 4x100mR   | 3位    | 40秒83 (4走)    |                                   |
| 2012 | イベロアメリカ選手権 (en)   | バルキシメト     | 4x400mR   | 5位    | 3分09秒48 (4走) |                                   |
| 2012 | オリンピック                | ロンドン         | 200m      | 7位    | 20秒57 (+0.4)   | 予選20秒28 (+0.7)：エクアドル記録 |
| 2013 | 南アメリカ選手権 (en)       | カルタヘナ       | 100m      | 優勝   | 10秒22 (+1.3)   |                                   |
| 2013 | 南アメリカ選手権 (en)       | カルタヘナ       | 200m      | 優勝   | 20秒44 (+1.8)   | 大会タイ記録                      |
| 2013 | 南アメリカ選手権 (en)       | カルタヘナ       | 4x100mR   | 4位    | 40秒11 (1走)    |                                   |
| 2013 | 南アメリカ選手権 (en)       | カルタヘナ       | 4x400mR   | 4位    | 3分15秒61 (3走) |                                   |
| 2013 | 世界選手権                  | モスクワ         | 100m      | 予選   | 10秒50 (-0.4)   |                                   |
| 2013 | 世界選手権                  | モスクワ         | 200m      | 準決勝 | 20秒55 (0.0)    |                                   |
| 2013 | ボリバリアンゲームズ (en)   | トルヒーリョ     | 100m      | 優勝   | 10秒52 (-0.3)   |                                   |
| 2013 | ボリバリアンゲームズ (en)   | トルヒーリョ     | 200m      | 優勝   | 20秒47 (0.0)    | 大会記録                          |
| 2013 | ボリバリアンゲームズ (en)   | トルヒーリョ     | 4x100mR   | 2位    | 39秒62 (4走)    |                                   |
| 2013 | ボリバリアンゲームズ (en)   | トルヒーリョ     | 4x400mR   | 3位    | 3分12秒19 (3走) |                                   |
| 2014 | 南アメリカ競技大会 (en)     | サンティアゴ     | 100m      | 3位    | 10秒39 (+1.1)   |                                   |
| 2014 | 南アメリカ競技大会 (en)     | サンティアゴ     | 200m      | 2位    | 20秒66 (-1.0)   |                                   |
| 2014 | 南アメリカ競技大会 (en)     | サンティアゴ     | 4x100mR   | 5位    | 40秒41 (4走)    |                                   |
| 2015 | 南アメリカ選手権 (en)       | リマ             | 100m      | 2位    | 10秒43 (-1.1)   |                                   |
| 2015 | 南アメリカ選手権 (en)       | リマ             | 200m      | 優勝   | 20秒76 (0.0)    |                                   |
| 2015 | 南アメリカ選手権 (en)       | リマ             | 4x100mR   | 優勝   | 39秒94 (4走)    |                                   |
| 2015 | パンアメリカン競技大会 (en) | トロント         | 200m      | 準決勝 | 20秒81 (+1.0)   |                                   |
| 2015 | 世界選手権                  | 北京             | 200m      | 予選   | DQ              | フライング                        |
| 2017 | 南アメリカ選手権 (en)       | アスンシオン     | 4x100mR   | 4位    | 40秒61 (4走)    |                                   |
| 2017 | ボリバリアンゲームズ (en)   | サンタ・マルタ   | 100m      | 優勝   | 10秒13 (+1.6)   |                                   |
| 2017 | ボリバリアンゲームズ (en)   | サンタ・マルタ   | 200m      | 優勝   | 20秒27 (+1.3)   |                                   |
| 2017 | ボリバリアンゲームズ (en)   | サンタ・マルタ   | 4x100mR   | 3位    | 39秒83          |                                   |